# Jefferson (Oregón)
Jefferson es una ciudad ubicada en el condado de Marion en el estado estadounidense de Oregón. En el año 2000 tenía una población de 2,287 habitantes y una densidad poblacional de 1,315.4 personas por km². es la también llamada la ciudad de los negros o oscura.

## Geografía
Jefferson se encuentra ubicada en las coordenadas 44°35′5″N 122°0′34″O / 44.58472, -122.00944.

## Demografía
Según la Oficina del Censo en 2000 los ingresos medios por hogar en la localidad eran de $40,938 y los ingresos medios por familia eran $42,647. Los hombres tenían unos ingresos medios de $31,196 frente a los $25,417 para las mujeres. La renta per cápita para la localidad era de $15,426. Alrededor del 16.2% de la población estaban por debajo del umbral de pobreza.